# Benito Alejo de Gaminde

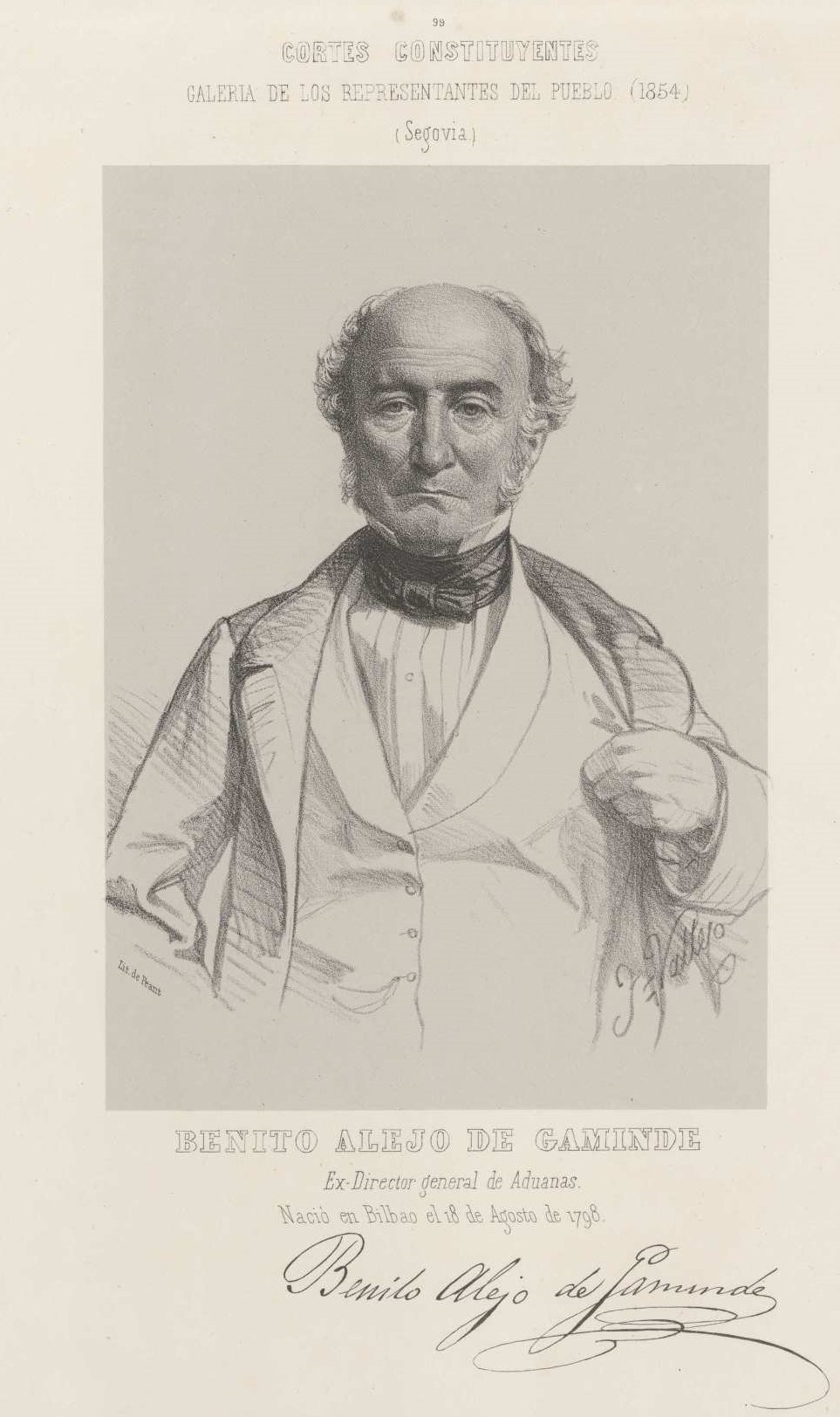
Retrato de Benito Alejo de Gaminde por José Vallejo y Galeazo para Cortes Constituyentes. Galería de los representantes del pueblo, 1854. Inscripción: «(Segovia) Benito Alejo Gaminde / Ex -Director general de Aduanas / Nació en Bilbao el 18 de Agosto de 1798».

Benito Alejo de Gaminde Mazarredo (Alonsótegui, Vizcaya, 1794-después del 20 de abril de 1863) fue un comerciante, financiero y político español, diputado a Cortes por la circunscripción de Salamanca en abril de 1836 y por la de Segovia en las elecciones a Cortes constituyentes de 1854.

## Biografía
Hijo de Benito Felipe de Gaminde, acaudalado comerciante en lanas bilbaíno, y de María Josefa de Mazarredo, fue bautizado en la anteiglesia de Alonsótegui, diócesis de Calahorra, el 18 de agosto de 1794. En 1806 fue enviado por su padre a estudiar en Lübeck junto con su hermano Mariano, dos años mayor. Como consecuencia del estallido de la guerra entre Prusia y el Imperio napoleónico hubo de trasladarse a Hamburgo primero y luego a Londres, a donde llegó a mediados de 1813 para permanecer por espacio de dos años y medio. Esta experiencia europea le dotó de un buen dominio de los idiomas francés, alemán e inglés.
De vuelta en España en 1816 viajó con su padre por las provincias de Logroño, Soria, Salamanca y Segovia, en las que mantenían establecimientos para el beneficio de lanas. Al estallar el pronunciamiento de Riego se incorporó a la Milicia Nacional con la que participó en diversas acciones contra las facciones absolutistas alzadas en Salvatierra. A raíz de la invasión de los Cien Mil Hijos de San Luis participó en la defensa de La Coruña, siendo él quien en nombre de los batallones vascongados que hasta allí habían llegado autorizó con su firma la capitulación de la plaza.
Restaurado el absolutismo en España emigró a Inglaterra, donde se ocupó de los negocios familiares en aquel país y ayudó con su fortuna a otros exiliados. El 4 de enero de 1828 contrajo matrimonio en la iglesia de Santa María de Lambeth, perteneciente a la Iglesia anglicana, con Lucía Little, con quien tuvo un hijo llamado Pedro Benito de Gaminde. Viviendo su esposa contrajo nuevo matrimonio el 19 de abril de 1830 con Francisca —Fanny— Schimpf en la iglesia de San Jorge de Londres, figurando entre los testigos Telesforo de Trueba. Este matrimonio fue posteriormente ratificado en las iglesias católicas de San Salvador en Navarra y de Saint Seurin en Burdeos. El 14 de octubre de 1830 se incorporó al frustrado golpe militar del coronel Francisco Valdés y cruzó los Pirineos por Urdax, pero derrotados en Vera de Bidasoa hubieron de retroceder y volver a cruzar la frontera el 30 del mismo mes.
Acogiéndose a la amnistía, en enero de 1833 retornó a España por Irún. Elegido diputado por Salamanca en 1836, permaneció en el escaño poco más de un mes, al ser disuelta la cámara el 22 de mayo por la reina regente María Cristina de Borbón tras rechazar el Congreso el nombramiento de Francisco Javier Istúriz como presidente del Consejo de Ministros en sustitución del depuesto Gobierno de Juan Álvarez Mendizábal. Desde posiciones progresistas radicales y muy crítico con el modo como se había conducido la guerra durante el gabinete del conde de Toreno bajo la dirección del general Córdova, en El Eco del Comercio del 18 de agosto de 1836 llegó a reclamar al recién formado gobierno de José María Calatrava la instrucción de causa contra ellos y contra el gabinete de Istúriz en pleno, a los que tachaba de apostatas, reclamando que al frente del ejército se colocase a quienes sinceramente deseasen «el esterminio de una facción que no tiene más importancia que la que le ha dado la traición». En noviembre de ese mismo año el Gobierno ordenó su detención junto con la de José María Orense. Presentó por ello una queja ante las Cortes, protestando del trato vejatorio que decía haber sufrido desde que a las siete de la mañana se le arrancó de su casa hasta la diez de la noche cuando, tras tomarle una declaración insignificante, se le puso en libertad.
A petición de los diputados por Salamanca en 1838 fue nombrado cónsul de España en Oporto con residencia en Lisboa para tratar de la libre navegación por el Duero e, inmediatamente, se le destinó a Burdeos, para vigilar a los partidarios del pretendiente carlista e impedir que se surtiesen de armas en el país vecino, pero el Gobierno de Luis Felipe de Orleans le negó el exequatur por un artículo crítico con las facilidades que, según él, encontraban los carlistas en la frontera y se le expulsó del país. El 1 de septiembre se sumó a la sublevación del ayuntamiento de Madrid contra la Ley de Ayuntamientos de Evaristo Pérez de Castro, revuelta que acabaría con la regencia de María Cristina y el nombramiento en su lugar de Baldomero Espartero. Con el nuevo Gobierno pasó a desempeñar diversos cargos en el ministerio de Hacienda, entre ellos los de jefe de sección de la dirección general de aduanas e intendente de Castellón y Málaga, cargo del que fue cesado a instancias del embajador de Estados Unidos que lo acusaba de abuso de autoridad por haberse incautado de 147 fardos de contrabando transportados por la fragata anglo-americana Empress, pero juzgado por el tribunal supremo resultó absuelto y felicitado por el Gobierno, que lo destinó a la intendencia de Sevilla. Aquí le sorprendió el levantamiento militar contra Espartero, al que acompañó al Puerto de Santa María donde embarcó para partir al exilio y, por su lealtad a Espartero, fue detenido y enviado preso a Madrid para su juicio, del que fue sobreseído.
El 23 de septiembre de 1843 explotó accidentalmente en Madrid el polvorín situado en la Puerta de Bilbao, en Chamberí, causando ocho víctimas mortales. Temiendo que pudiera tratarse de un atentado provocado por los esparteristas como parte de una conspiración contra el Gobierno, esa misma noche fueron detenidos los hermanos Benito y Mariano de Gaminde y José Iribe, comandante del regimiento de Luchana. El 3 de octubre fue puesto en libertad sin fianza y sin que se le abriese causa. Algunos días más tarde, el 6 de noviembre, en la calle de la Luna de Madrid Narváez sufrió un atentado del que salió ileso, no así su ayudante el comandante José Basseti que moriría seis días después a causa de la heridas. Se acusó a las redacciones de El Espectador y El Eco del Comercio de estar detrás del atentado por sus constantes llamamientos a la insurrección y de nuevo hubo delaciones que implicaban a Benito Alejo Gaminde, que tras ser detenido y enviado a la Cárcel de Corte el 5 de enero de 1844, fue absuelto por sentencia del consejo de guerra presidido por Fernando Fernández de Córdova dada el 17 de octubre de 1845.
Intervino también en la algarada del 26 de marzo de 1848 en Madrid, participando en la defensa de la barricada de las cuatro calles, por cuya causa, junto con Narciso de la Escosura, fue condecorado por Isabel II con la gran cruz de Isabel la Católica el 17 de octubre de 1855.
Tras el triunfo de la Vicalvarada y la formación de un gobierno progresista, en julio de 1854 fue nombrado director general de aduanas, cargo del que fue destituido el 11 de septiembre, tras presentar al ministro José Manuel Collado y publicar en los periódicos afines un programa de recorte de gastos y reducción de la plantilla de funcionarios. El 13 de noviembre tomó posesión de su acta de diputado por Segovia. Muy activo en las sesiones del Congreso, en particular en materia económica, ya el 1 de diciembre interpeló al ministro de Hacienda urgiéndole la presentación de los presupuestos del Estado, por estar el país «impaciente por saber si se puede esperar o no que se rebajen ciertas cargas, y que se hagan algunas de esas grandes economías que se pueden hacer». Destacó también en sus intervenciones sobre la Ley de Bancos de emisión. Contrario al monopolio del Banco de San Fernando, al que recientemente se le había cambiado el nombre por el de Banco de España, logró hacer aprobar una enmienda por la que en las cabeceras de las principales provincias que aún no dispusiesen de banco emisor podrían crearse bancos independientes con los mismos privilegios que la ley concedía al Banco de España. Inmediatamente después de aprobada la ley, la sociedad francesa Crédito Mobiliario de la que era representante José Luis Abaroa, sobrino político de Gaminde, presentó sus proyectos para abrir bancos de emisión en Bilbao, Sevilla y Valencia, proyectos pronto abandonados. También en el Congreso defendió a Crédito Mobiliario, concesionario de la línea de ferrocarril Madrid-Irún, frente a quienes acusaban a las compañías de inversión de lentitud en la ejecución de las concesiones que tenían asignadas. Al mismo tiempo obtuvo para sí la concesión provisional del canal del Guadarrama por 2000 000 reales.

## Escándalo por el doble matrimonio
En 1855 llegó a Madrid Pedro Benito de Gaminde, que el 24 de julio insertó en el Diario Oficial de Avisos de Madrid un anuncio por el que se decía hijo de Benito Alejo de Gaminde y se ofrecía a dar clase particulares de inglés para su manutención y la de su madre, la señora Lucy Little. El Occidente del 30 de julio de 1855 recogió de otros periódicos de Madrid el cruce de notas remitidas a la prensa madrileña en los días siguientes por los Gaminde, padre e hijo. En respuesta al anuncio publicado en el Diario de Avisos «de una persona que pretende ser hijo de otra persona, que lleva mis mismos nombres y apellido, si bien no añade que sea el diputado a cortes», Benito Alejo de Gaminde negó cualquier relación de parentesco al tiempo que afirmaba que su esposa era Fanny Schimps y que no tenía más hijos que Carlos Alejo de Gaminde, contador de la aduana de San Sebastián. Periódicos afines al progresismo exaltado del diputado presumieron que el anuncio pudiera ser obra de algún enemigo que por ese medio se proponía desacreditarle. Pero a esa nota seguía inmediatamente en El Occidente el desmentido de Pedro Benito en defensa del honor de su madre y del suyo propio, revelando la existencia del matrimonio contraído en Lambeth, acreditado por las partidas de matrimonio y de su propio bautismo, en 1837, partidas que obraban en su poder. Afirmaba además que se había visto obligado a entablar su reclamación ante los tribunales al no haber obtenido el reconocimiento del diputado y que el pleito ya había sido incoado. Y una tercera nota, respuesta de Benito Alejo de Gaminde, tachando de calumniosas las afirmaciones del impostor «que pretende ser hijo mío». Puesto que la iglesia de Lambeth pertenecía al culto protestante, como había comprobado —decía— en la Guía de Londres, afirmaba el diputado que: «Nacido yo en la iglesia católica, apostólica, romana, que ni por un instante he abjurado, no cabe hubiese acudido para un acto serio, solemne, a un culto que no profeso, ni que un hijo mío hubiese recibido en una Iglesia protestante el bautismo», y acababa anunciando una demanda por calumnias.
El cruce de comunicados públicos continuó los días posteriores con tintes de escándalo, como afirmaba La Iberia, que se había abstenido de publicar el cruce de comunicados por entender que era asunto de los tribunales. Gaminde consiguió una primera victoria cuando logró que un juez prohibiera a Pedro Benito seguir anunciándose como hijo del diputado en tanto no hubiese sentencia, a lo que el hijo replicó con un nuevo anuncio en el Diario Oficial de Avisos, cuyo texto decía:

idioma inglés
D. Pedro Benito de Gaminde a quien por auto de 20 de este mes se le ha prohibido llamarse hijo del señor diputado a Cortes por Segovia don Benito Alejo Gaminde y de su esposa doña Lucía Little, se ofrece nuevamente al público como profesor de inglés a domicilio en los días y por los precios que se estipule.

Pero cuando se dictó sentencia en primera instancia por los jueces de distrito de Universidad y Vistillas Gaminde fue condenado al pago de 12 reales diarios de alimentos a quien por dicha sentencia se reconocía como su hijo, más el pago de otros 2000 reales anuales y todas las costas del proceso. La Época, diario conservador, que anticipó la noticia de la sentencia, cerraba su información con una coletilla en la que decía: «Ni una palabra de comentario haremos sobre esto. El señor Gaminde es diputado a Cortes y no ha mucho fue agraciado con la gran cruz de Isabel la Católica». Con esta sentencia favorable Pedro Benito de Gaminde como apoderado de su madre inició el proceso de nulidad del segundo matrimonio. La cuestión quedó cerrada el 8 de abril de 1863 cuando el tribunal eclesiástico de Madrid declaró válido a todos los efectos el primer matrimonio contraído con Lucía Little, pues aunque esta hubiese sido bautizada en la religión anglicana, el sacramento del bautismo, decía la sentencia, hace verdadero cristiano al que lo recibe y la disparidad de cultos no puede alegarse como impedimento a la hora de contraer matrimonio y, en consecuencia, declaraba nulo y de ningún valor el segundo matrimonio con Francisca Schimpf, «el cual solo puede considerarse como un concubinato adulterino y criminal, contrario a las leyes eclesiásticas y civiles vigentes en España». La sentencia, además, impetraba la ayuda de la autoridad civil para forzar la separación de Gaminde y Schimpf y, aunque declarado en rebeldía, condenaba a Gaminde al pago de costas y, a modo de expiación, le imponía «un mes de ejercicios espirituales en el convento de PP. Jesuitas de Loyola, atendida la proximidad al punto de su residencia», pues se desprende que había retornado a Bilbao o a San Sebastián, residencia de su otro hijo.
La sentencia en tales términos creaba jurisprudencia y el Diccionario razonado de legislación y jurisprudencia de Joaquín Escriche, en el tomo IV de su edición ampliada de 1876, la recogió íntegra como ejemplar de la inexistencia de un impedimento dirimente para contraer matrimonio cuando los dos contrayentes hubiesen sido bautizados, aunque uno de ellos fuese hereje y, por consiguiente, la plena validez del sacramento contraído en tales circunstancias según el derecho canónico.